# Heraklov papirus
Heraklov papirus fragment je grčkog rukopisa iz 3. stoljeća o pjesmi o Heraklovim zadatcima. Sadržava tri neuokvirena linijska crteža (ilustrirana u boji) prvog od zadataka Heraklovih, ubojstva Nemejskog lava, postavljena unutar stupaca teksta napisanoga u kurzivu. Pronađen je u gradu Oksirinhu u Egiptu (Pap. 2331.) te jedan je od rijetkih sačuvanih ostataka klasične književne ilustracije na papirusu. Dimenzije fragmenta su 235 x 106 mm.

## Vanjske poveznice
- Slika visoke rezolucije  Arhivirana inačica izvorne stranice od 26. ožujka 2012. (Wayback Machine) (1264 × 739 piksela )
- Slike papirusa  Arhivirana inačica izvorne stranice od 11. ožujka 2007. (Wayback Machine) iz Oxyrhynchusa Online
- Slike i opis papirusa iz Oksirinha: Grad i njegovi tekstovi, virtualna izložba